# Aktionsgruppe Banat

Johann Lippet
Gerhard Ortinau
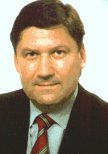
Anton Sterbling
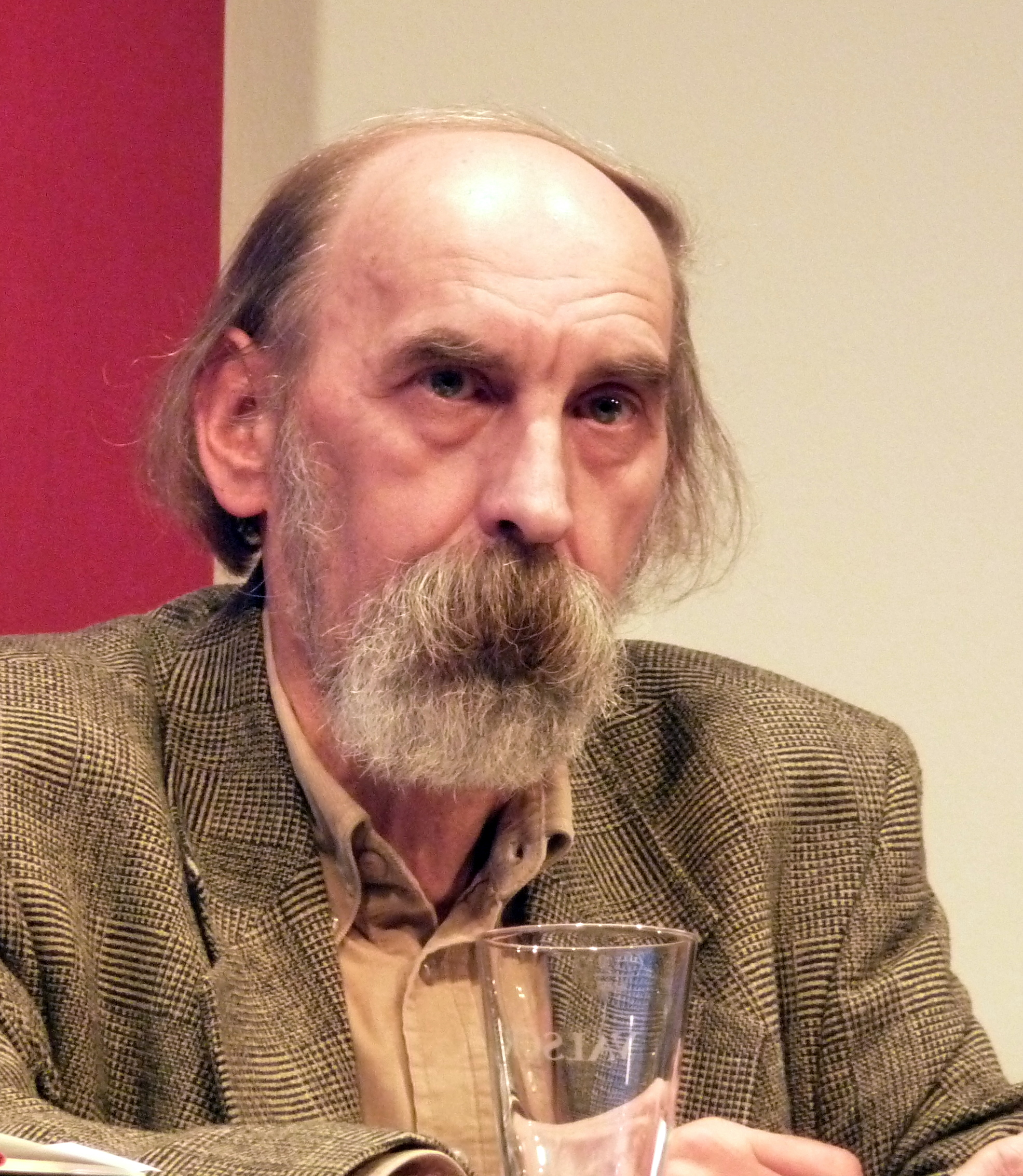
William Totok
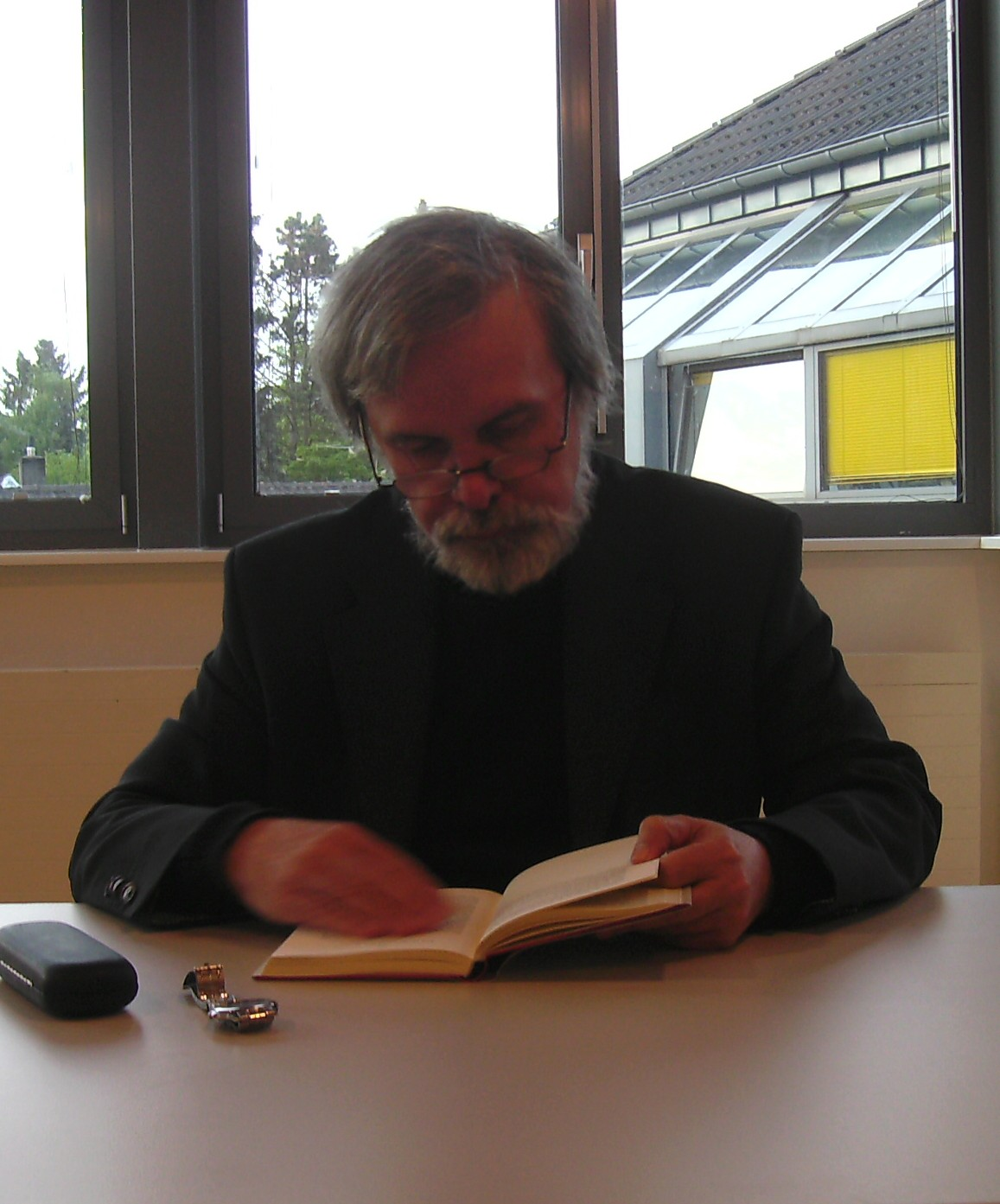
Richard Wagner
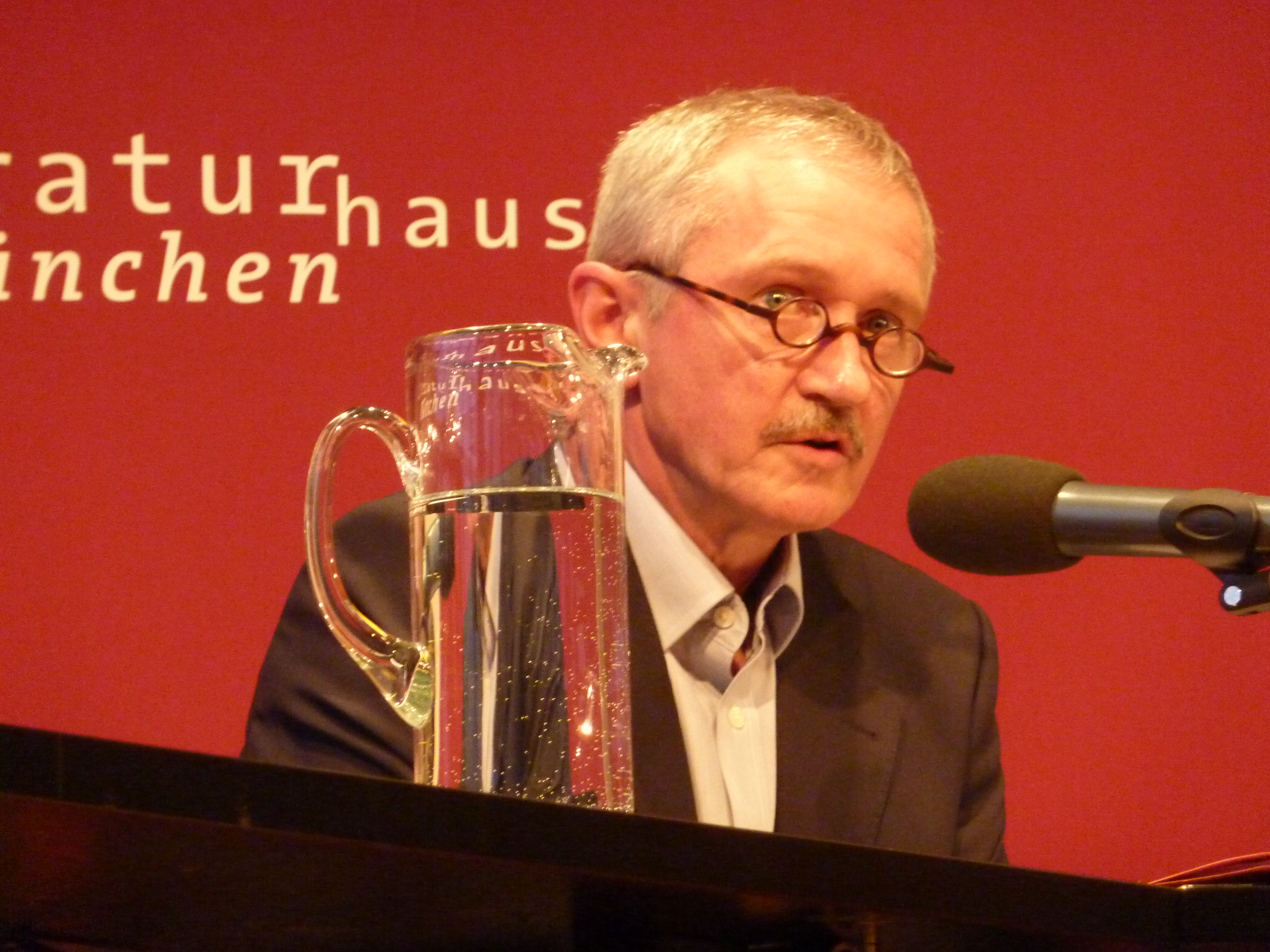
Ernest Wichner

Die Aktionsgruppe Banat war ab 1972 eine literarische Gruppe von Schülern und Studenten in Timișoara (deutsch Temeswar), Sozialistische Republik Rumänien. Sie wurde 1975 durch die Staatsbehörden des Landes aufgelöst.

## Entwicklung
Die Aktionsgruppe Banat nahm ihren Ursprung am Lyzeum von Sânnicolau Mare (deutsch Großsanktnikolaus), wo die dortige Deutschlehrerin Dorothea Götz einen Literaturkreis ins Leben gerufen hatte. Die neun Gründungsmitglieder Albert Bohn, Rolf Bossert, Werner Kremm, Johann Lippet, Gerhard Ortinau, Anton Sterbling, William Totok, Richard Wagner, Ernest Wichner teilten von Beginn an eine gemeinsame Lebenswelt. Sie entstammten der dörflichen Sozialisation der deutschen Minderheit im Banat und waren alle zwischen 1951 und 1955 geboren. Mit Ausnahme von Sterbling und Ortinau, die zur Gründungszeit Gymnasiasten waren, absolvierten sie ein Germanistikstudium an der Universität Timișoara (später West-Universität).
Gemäß Anton Sterbling war der offizielle Rahmen, in dem sich der Literaturkreis bewegte, „das Selbstgeschriebene, das uns immer wichtiger wurde“, „zunächst auf der Schülerseite der Neuen Banater Zeitung und dann auch in anderen Zeitungen und Zeitschriften“, „später in der Studentenbeilage Universitas“. Namensgeber der Gruppe war Horst Weber, damaliger Redakteur und Rezensent der Zeitung Die Woche aus Hermannstadt (rumänisch : Sibiu), der die Diskussionsgruppe „eine Aktionsgruppe junger Schriftsteller“ bezeichnete. Die Lesungen der literarischen Gruppe fanden in den Räumen des Studentenkulturhauses der West-Universität statt.
Laut eigener Schilderung wurden im Herbst 1975 drei Mitglieder der Gruppe (Totok, Ortinau, Wagner) und der Literaturkritiker Gerhardt Csejka bei einem Besuch im Grenzgebiet unter dem Vorwand verhaftet, das Land verlassen zu wollen. In tagelangen Verhören durch den rumänischen Geheimdienst Securitate wurde ihnen neben versuchter Grenzverletzung auch ein „Überschreiten der Grenzen der Dichtkunst“ vorgeworfen, wobei die Gruppe auch mit der Baader-Meinhof-Bande verglichen wurde. Die staatlichen Organe gaben ihnen zu verstehen, dass man „diese literarische Spaßguerilla nicht mehr länger hinnehmen“ wolle. Zur Bekräftigung der Drohung wurde William Totok verhaftet und verbrachte acht Monate in Untersuchungshaft.“ Wagner, Ortinau und Csejka wurden nach einer Woche wieder aus der Haft entlassen. Das anfangs verhängte Veröffentlichungsverbot wurde kurz darauf wieder aufgehoben und die konfiszierten Mitgliedsbücher der Rumänischen Kommunistischen Partei (PCR) wieder zurückgegeben.” Totok, der bereits 1971 aus dem kommunistischen Jugendverband Uniunea Tineretului Comunist (UTC) ausgeschlossen wurde, war kein Mitglied der PCR. Alle Mitglieder wurden zu verschiedenen Zeiten zum Verhör bei der Securitate einbestellt; alle wurden gegängelt, manche sogar verprügelt.
Einige ihrer Mitglieder traten dem Adam-Müller-Guttenbrunn-Literaturkreis (zuvor Literaturkreis Nikolaus Lenau) in Timișoara bei; so auch die mit ihnen befreundeten Autoren Helmuth Frauendorfer, Roland Kirsch, Herta Müller, Horst Samson und Werner Söllner, die nicht Mitglieder der Aktionsgruppe waren. Andere zogen sich aus dem Literaturbetrieb zurück, einige stellten Anträge zur Ausreise in die Bundesrepublik Deutschland.

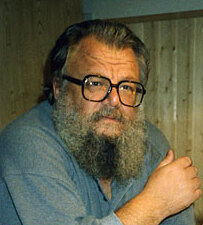
Nikolaus Berwanger

Die Lage spitzte sich für die verbleibenden Autoren zu, als Nikolaus Berwanger, der sich in seiner Funktion als stellvertretender Vorsitzender des Rumänischen Journalistenrates für die jungen Autoren eingesetzt hatte, im Herbst 1984 von einer Auslandsreise nach Deutschland nicht mehr nach Rumänien zurückkehrte. Die verbliebenen Mitglieder des Adam-Müller-Guttenbrunn-Literaturkreises stellten bis auf Werner Kremm Anträge zur endgültigen Ausreise nach Deutschland. Einige verloren darauf ihren Arbeitsplatz; ihre Arbeiten wurden in Rumänien nicht mehr veröffentlicht. Den Ausreiseanträgen wurde zwischen 1985 und 1987 stattgegeben.
Vier der neun Gründungsmitglieder – Lippet, Ortinau, Wagner, Wichner – sind bis heute in Deutschland schriftstellerisch tätig. Bohn zog sich in Deutschland aus der literarischen Szene zurück. Kremm verblieb in Rumänien und arbeitet dort als Journalist; Totok ist als Journalist in Deutschland tätig; Sterbling arbeitet als Professor für Soziologie und Pädagogik in Deutschland. Rolf Bossert wurde zwei Monate nach seiner Ausreise in einem Aussiedlerheim in Frankfurt am Main leblos unter seinem geöffneten Zimmerfenster aufgefunden. Die Umstände seines Todes blieben weitgehend ungeklärt.

## Programm
Das Programm der Aktionsgruppe war zunächst von ästhetischer, aber auch politischer Natur. Die Mitglieder behandelten ähnliche Themen und betonten gemeinsame Auffassungen und ihre Zusammengehörigkeit. Die Autorengruppe war vom grundlegenden Motiv der rumänien-deutschen Literatur geprägt. Die Autoren waren einerseits sprachlich an den deutschen Kulturraum angebunden, andererseits thematisch durch den rumänischen Alltag dominiert. Die Gruppe eröffnete Auftritte mit dem Gedicht Engagement. Der kollektive Text kann als ein Leitfaden der Autoren angesehen werden und stellt einen Appell an das Publikum und die Autoren dar. Der Lyrik kam den Mitgliedern der Gruppe mehr als eine ästhetische Funktion zu; sie sollte den Leser zu Handlungen veranlassen. Die Mitglieder waren durch die von den meisten gemeinsam verbrachte Schul- und Studienzeit, ihre Auffassungen über Funktion und Wirkungsstrategie der Texte, die nüchterne Sprache und das politische Engagement verbunden.
Die Gruppe verstand sich als Solidargemeinschaft von Schreibenden und bekannte sich zum Marxismus. Ihre literarischen Vorbilder waren Bertolt Brecht, die rumäniendeutsche Dichterin Anemone Latzina und DDR-Autoren wie Volker Braun und Rainer Kirsch. Weiterer Einfluss ging von der Beat Generation, der Wiener Gruppe und der 68er-Bewegung aus. Bevorzugte Themen waren die Auseinandersetzung mit der politischen Realität – dem Verlangen nach Systemreform von innen nach der Dialektik bei Marx und Engels – und der Tradition der Banater Schwaben.
Die Mitglieder sahen sich als „intellektuelle Gruppe junger Provokateure. Dieses Selbstverständnis wurde nicht zuletzt bestärkt durch die Identifikation“ „mit dem Lebensgefühl der westlichen Jugendkultur“; sie sahen sich als „antirumäniendeutsche Provakateure und westlich-orientierte Intellektuelle“. „Eine offene, realitätsverändernde Regimekritik war nicht Zielstellung der Aktionsgruppe Banat.“
Nach der Auflösung der Aktionsgruppe besprachen die verbleibenden Mitglieder ihre Texte im Literaturkreis „Adam-Müller-Guttenbrunn“, wobei es auch zu polemischen Auseinandersetzungen zwischen jüngeren und älteren Mitgliedern kam. Die Autoren unternahmen Lesereisen in Banater Ortschaften. In Gesprächen wurde auch auf die Tätigkeit von „Denunzianten eingegangen, auf deren Hinweise unter anderem die Securitate 1982 Hausdurchsuchungen bei Horst Samson und William Totok“ vorgenommen hatte. Das Verhältnis der Gruppe zu Nikolaus Berwanger war zwiegespalten. Dieser versuchte zwar den Kreis zu fördern, jedoch gingen die Ansichten über Literatur auseinander, was sich zum Beispiel dadurch ausdrückte, dass Berwanger den „Hofdichter“ Franz Johannes Bulhardt in den Guttenbrunn-Kreis einladen wollte. Diese Umstände führten zum Austritt einiger Mitglieder aus dem Kreis, was die Securitate zu dem Versuch animierte die Gruppe zu spalten.

## Bewertung
Die Einordnung der Mitglieder der Aktionsgruppe Banat als Dissidenten und Verfolgte ist umstritten.
Sarah Langer bezeichnete rückblickend in ihrer Arbeit Zwischen Bohème und Dissidenz. Die Aktionsgruppe Banat und ihre Autoren in der rumänischen Diktatur die Aktionsgruppe Banat als eine der wichtigsten Dissidentengruppen Rumäniens der 1970er Jahre, die auch anderssprachige Autoren aus dem Banat beeinflusste.
Die Autorin Claire de Oliveira beschreibt Dissidenz mit Blick auf die Aktionsgruppe als jede Form des Widerstands gegen die totale Instrumentalisierung der Sprache durch das kommunistische Regime, die Infragestellung der Alltagssprache, die Bestätigung der Zugehörigkeit zu einer Minderheit, sowie die Weigerung an dem offiziellen Diskurs durch die Nutzung von Dialekt und Nicht-Engagement teilzunehmen.
Der siebenbürgische Literaturhistoriker und Journalist Horst Schuller Anger wies die Bezeichnung „Dissidenz“ wie auch die Begriffe „Opposition“ und „Widerstand“ im Vergleich mit oppositionellen Gruppen in anderen sozialistischen Staaten als irreführend zurück und fand den Begriff „Verweigerung“ eher zutreffend.
Richard Wagner weist darauf hin, dass die Aktionsgruppe nicht politisch oppositionell gewesen sei, sondern literarisch. Erst im Adam-Müller-Guttenbrunn-Literaturkreis hätten die Autoren dann mehr „die klassische Form von Dissidenz“ betrieben.
Werner Kremm meinte, dass während der Ceaușescu-Diktatur so gut wie keine regimekritischen Manuskripte „für die Zeit danach“ entstanden seien: „Es hat geheißen, nach der Wende, also nachdem endlich die Freiheit über Rumänien gekommen ist, würde jetzt endlich die Schubladenliteratur veröffentlicht werden. Nichts ist passiert: Es hat keine Schubladen-Literatur gegeben.“
Anton Sterbling äußerte sich kritisch über die Konstitution einer „Art Mythos der Aktionsgruppe, der nicht unbedingt mein Gefallen findet, da sich darin – wie bei jedem Mythos – Dichtung und Wahrheit in eigentümlicher und mitunter ärgerlicher Weise vermischt.“
Christina Rossi betont, dass das Verdienst der Aktionsgruppe nicht etwa in einer Provokation lag, sondern darin, einem großen literarischen Wendepunkt in der deutschsprachigen Literatur aus Rumänien Nachdruck und Effekt verliehen zu haben. Es sei den Mitgliedern der Aktionsgruppe von Anfang an – und gerade zu Anfang – nicht um Dissidenz und Regimekritik gegangen, sondern um eine Veränderung des Bewusstseins, um Ideologiekritik und das Entlarven von Konventionen – mit den Mitteln der Literatur.
Olivia Spiridon beobachtet die Versuche seitens des rumänischen Staates, diese Autoren für sich zu gewinnen – Richard Wagner wurde unter anderen Mitglied des Rumänischen Schriftstellerverbandes. In den 1980er-Jahren kam es jedoch zum endgültigen Bruch mit dem sich zunehmend nationalistisch gebärdenden rumänischen Staat.
Sarah Langer berichtete fälschlicherweise, dass außer Sterbling, Wichner und Ortinau alle Mitglieder der Gruppe nach Erreichen des erforderlichen Alters der Rumänischen Kommunistischen Partei (RKP) beigetreten waren. Richtig ist, dass Ortinau zwar Mitglied der Partei war, aber aus dieser 1976 ausgeschlossen wurde. Er übersiedelte 1980 in die Bundesrepublik. Totok, der bereits 1971 auch aus dem Jugendverband UTC ausgeschlossen wurde, war kein RKP-Mitglied.
Die ehemalige Leiterin des Bukarester Kriterion Verlags Hedi Hauser sagte in einem Interview: „[...] die rumäniendeutschen Dichter [hatten] mehr Freiheit, ihre Meinung zu äußern und zu veröffentlichen als ihre rumänischen Kollegen. Die Staatsführung ließ sie in gewissen Grenzen gewähren, weil sie meinte, das hätte wenig Einfluss auf das Volk und käme im Westen gut an.“
Der Schriftsteller Dieter Schlesak nannte die damals jungen Banater Autoren „Luxusdissidenten der Tauwetterzeit Ceauşescu, des grotesken kommunistischen Königs mit Zepter und Thron“. Es habe keineswegs nur den Literatenwiderstand der „Aktionsgruppe Banat“ gegeben, „der als Randerscheinung in den Quellen kaum, meist gar keine Erwähnung findet“. Die Gruppe habe „nur im Alleingang“ gewirkt und „keinerlei Verbindung oder gar Solidarität mit den realen sozialen Aktionen“ gezeigt. Der ehemalige Bürgerrechtler Carl Gibson definierte sie als eine „Aktionsgruppe Banat ohne Aktion“. Der ehemalige Bürgerrechtler Mircea Dinescu meinte, dass die deutschsprachigen Dichter aus dem Banat in der Ceauşescu-Zeit nicht als die größten Sorgenkinder der Securitate gegolten hätten: „Das war eine kleine Pelikankolonie, weit weg in Temeschwar, aber immer im Visier.“
Auf die Anthologie Nachruf auf die rumäniendeutsche Literatur des Germanisten Wilhelm Solms entgegnete der Schriftsteller und das Opfer der kommunistischen Diktatur in Rumänien, Wolf von Aichelburg: „...und es ist vonseiten der Gruppe Wagner-Müller-Totok eine dumme Anmaßung und Propagandalüge, wenn sie ihre Rolle als Grabträger dieser Literatur hochspielen, von ahnungslosen deutschen Dozenten wie Herrn Solms in Marburg unterstützt“.

## Videomaterial
- Helmuth Frauendorfer: An den Rand geschrieben – Rumäniendeutsche Schriftsteller im Fadenkreuz der Securitate, 2010[30]
- Nationaler Rat für das Studium der Archive der Securitate: Rezistenţa prin cultură, rumänischer Film über die Aktionsgruppe Banat (→ online)